# Kozmikus sebesség
Kozmikus sebességeknek az űrhajózásban azokat a nevezetes küszöbsebességeket nevezik, amelyekre felgyorsulva az űreszköz által elméletileg elérhető űrbéli célpontok köre egy lényegileg eltérő osztállyal bővül. Ilyen osztályokat képeznek a Naprendszer bolygói, a csillagok és a többi galaxis.
Az első kozmikus sebesség (vagy körsebesség) az a legkisebb sebesség, amellyel egy űreszköz az égitest körüli körpályára állhat, azaz nem esik vissza a felszínre.
A második kozmikus sebesség az az elméleti küszöbsebesség, amellyel az űreszköz el tudja hagyni az égitest gravitációs mezőjét.
A harmadik kozmikus sebesség az az elméleti küszöbsebesség, amellyel indulva egy űreszköz elhagyhatja a Nap és a Naprendszer (vagy egy másik csillag és naprendszere) gravitációs mezőjét, ezzel eljut a csillagközi térbe.
A negyedik kozmikus sebesség az az elméleti küszöbsebesség, amelyet elérve egy űreszköz képes elhagyni a Tejútrendszert (vagy egy másik galaxist), és ki tud lépni az intergalaktikus térbe, eljutni más galaxisokig.
A kozmikus sebességeknek meghatározhatók konkrét számértékei is, ha azokat egy adott égitestre vagy a világűr valamely pontjára lehet vonatkoztatni, de ehelyett inkább általános fogalmakként szokás őket használni. Így a számértékük helyett a jelentésük az, amelyet érdemes megismerni.

## Az első kozmikus sebesség (körsebesség)

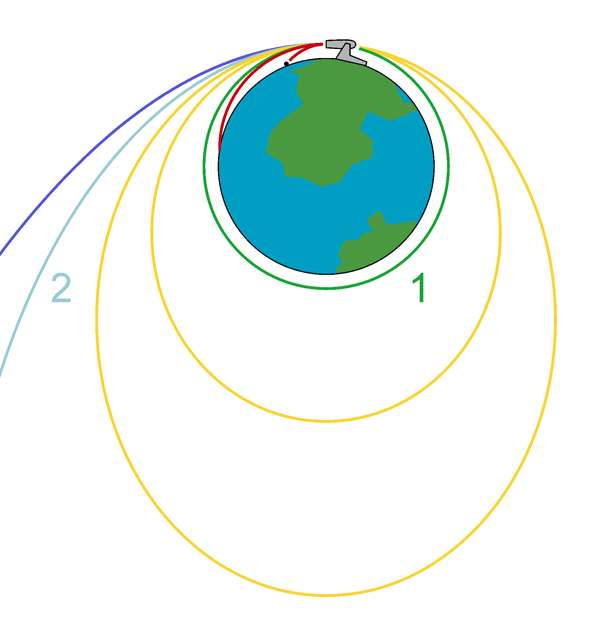
Különböző sebességgel kilőtt ágyúgolyók pályái

Az 1. kozmikus sebesség, vagy általánosságban körsebesség az a legkisebb sebesség, amely ahhoz szükséges, hogy az űreszköz egy égitest körüli körpályára álljon. Ennél kisebb sebességgel haladó tárgy nem tudja az égitestet megkerülni, hanem visszaesik a felszínére.
Az első kozmikus sebesség olyan körpályát tud létrehozni, amely közvetlenül az égitest felszíne fölött halad. Ebből látható, hogy ez a fogalom inkább elméleti értékű, és viszonyítási alapként használható, ugyanis orbitális pályákat a gyakorlatban soha nem jelölnek ki szorosan az égitest felszíne fölött.
Az ábrán egy képzeletbeli tüzérségi eszköz egyre nagyobb kezdősebességekkel lő ki lövedékeket. A piros pályákhoz tartozó kezdősebességek láthatóan kisebbek a körpályához szükségesnél, azt a zöld vonallal jelölt esetben sikerült elérni, ez éppen az 1. kozmikus sebesség.
Az első kozmikus sebesség nemcsak a legkisebb szükséges sebesség a körpálya eléréséhez, hanem a körpályán maradáshoz pontosan ekkora sebességet kell felvenni. Az ennél gyorsabban haladó űrjármű a Föld körül valamilyen, a körpályánál nagyobb méretű és összenergiájú ellipszispályán (sárga) fog repülni, Kepler I. törvényének megfelelően. Ha a kezdősebesség elér egy újabb határértéket (a második kozmikus sebességet), akkor a lövedék sosem tér vissza (kék pályák).
Űrhajóban ember tüzérségi eszköz igénybevételével nem indítható ilyen sebességű útnak, eltekintve attól, hogy ilyen tűzerőt biztosító eszköz valójában nem is létezik. Egy ágyúgolyó a kilövéskor nagyon rövid idő alatt nagyon nagy sebességre gyorsul fel. Egy erre kiképzett ember néhány ezredmásodpercig képes súlyos sérülés nélkül körülbelül 300 g gyorsulást elviselni. A Föld körüli körpálya eléréséhez, ha a gyorsulás 0,004 s időtartamú, 200 000 g gyorsulás lenne szükséges. Ha a gyorsulás időtartamát a lövésszerűen rövidről megnyújtják 1 másodpercre, akkor szinte nem is képzelhető el ehhez elég hosszú ágyúcső, a szükséges gyorsulás még mindig 800 g lenne 1 teljes másodpercen át, vagyis a Verne által az Utazás a Holdba című kalandregényében elképzelt kilövés a valóságban az utasok azonnali halálát okozná. Az űrhajók indításakor a folyamatos gyorsítási szakaszt több percnyire nyújtják, ezért terheli az űrhajósokat csak néhány g gyorsulás (általában 3-5 g).
A körsebesség eléréséhez, mint ahogy az minden egyéb sebességre is elmondható, természetesen egyáltalán nem szükséges egy kilövésszerű indítás. Ha a felbocsátás folyamán a jármű a végső sebességét több gyorsítási szakaszban gyűjti össze, az eredmény ugyanaz lesz. Nem hordozórakétával indított kísérleti űrrepülőgépeknél tervezik azt a módszert, hogy a légkör legsűrűbb része fölé, körülbelül 10 kilométer magasra egy átalakított repülőgép viszi fel, majd ott elengedve a járművet egy rakétafokozat gyorsítja fel nagy sebességre, helyezi egy emelkedő ballisztikus parabolapályára, végül annak tetőpontjához közel a jármű a saját hajtóművével szerzi meg a szükséges sebesség maradék részét. Bár az első kozmikus sebességet ezzel a módszerrel még nem sikerült elérni, ennek csakis technikai okai vannak, amelyek a jövőben leküzdhetők lesznek.
1. ↑  Az X–43 és a SpaceShipOne már repültek, és újabb gépek fejlesztése van folyamatban.

### Számítások
A körsebesség kiszámításához a centrifugális és gravitációs erők egyensúlyát kell felírni körpálya esetére:
{\displaystyle {m{\frac {v_{\mathrm {K} 1}^{2}}{R}}=G{\frac {Mm}{R^{2}}}}\,\!}
ebből:
{\displaystyle {v_{\mathrm {K} 1}={\sqrt {G{\frac {M}{R}}}}}\,\!}
ahol
m – a lövedék tömege,
M – az égitest tömege,
R – az égitest sugara (a tervezett körpálya sugarának legkisebb értéke),
G – a gravitációs állandó, amelynek jelenleg elfogadott értéke (2018 CODATA):
{\displaystyle G=(6{,}674\,30\pm 0{,}000\,15)\cdot 10^{-11}\,\mathrm {\frac {m^{3}}{kg\,s^{2}}} }.
A kapott képletből látható, hogy a körpályához szükséges sebesség független a pályára állított test tömegétől. (A test felgyorsításához szükséges erő természetesen már a tömeggel arányos, a dinamika alaptörvényének megfelelően.)
Behelyettesítve a
{\displaystyle {\frac {G\cdot M}{R^{2}}}=g^{*}}
egyenlőséget a képlet így is írható:
{\displaystyle {v_{\mathrm {K} 1}={\sqrt {g^{*}\cdot R}}}\,\!}
ahol g* az adott magasságban érvényes nehézségi gyorsulás.

### A Földön
A körpályához szükséges kezdősebesség értéke a képlet szerint mindig az adott égitest sugarától (R) és tömegétől (M) függ. A Föld sugara 6378 km, tömege 5,97 × 1024 kg, így a Földön az első kozmikus sebesség 7,91 km/s.
Ezzel a sebességgel 85 perc alatt körbe lehetne repülni bolygónkat. Átváltva 28 480 km/h, ez több mint 30-szor gyorsabb egy nagy utasszállító repülőgép sebességénél.
Ez azonban csak egy elméleti érték, a gyakorlatban ekkora sebességgel űrjármű nem állítható stabil pályára. A pályasugár számításban használt értéke ugyanis a Föld felszínének távolságával egyezik, márpedig a sűrű légkörben haladva egy ekkora sebességgel haladó test olyan hőfokra hevülne, amelynek deformálódás nélkül huzamosabb ideig történő elviselésére alkalmas anyagot még nem tudunk előállítani. Emellett a levegő ellenállása folyamatosan fékezné a járművet. A műholdak már kellő ideig stabil pályájának földfelszín feletti távolsága 200 km fölött van, így a képletbe ezt az értéket helyettesítve a gyakorlatban elegendő, és szükséges körsebesség 7,78 km/s-ra csökken, ugyanakkor a keringési idő 89 percre nő.
Ezt látva azt gondolhatnánk, hogy könnyebb egy testet egy nagyobb, mint egy kisebb sugarú körpályára juttatni, de a körsebesség értéke csak annyit árul el, hogy mekkora sebesség kell a körpálya fenntartásához. Egy rakéta felbocsátásakor viszont tekintélyes munka kell az űreszköz felemeléséhez is ilyen magasságba, így a pályára bocsátáshoz szükséges munka (és hajtóanyag) a magasabb pálya esetén összességében jóval többre jön ki, mint az alacsony pálya esetén. A nagyobb befektetett munka által elért kisebb pályasebesség törvényszerűségét az égi mechanikai paradoxon írja le.
Van viszont egy tényező, ami segítségünkre van a pályára állításkor, ez pedig a Föld forgása. Az előbb kiszámított értékek ugyanis egy tömegponttal helyettesített Földdel számolnak, a valóságban viszont a Föld forog, és ez már eleve ad egy kezdősebességet a rakétának. Mivel ez a forgásból nyert sebesség a Föld forgástengelyétől távolodva nő, ezért az orbitális és interplanetáris rakéták kilövőállásait igyekeznek az Egyenlítőhöz a lehető legközelebb felépíteni, ugyanis az Egyenlítő pontjain a legnagyobb a Föld forgásából eredő kerületi sebesség. Az ott felbocsátott űreszköz a Föld forgásából 0,46 km/s kezdősebességet nyer, amely nyugatról kelet felé irányul. Ez az oka annak, hogy az űrhajók és műholdak pályáikon, ha annak síkja ferde is, alapvetően rendszerint nyugat–keleti irányban mozognak.
Az első, ember készítette tárgy, amely földkörüli pályára állt, a Szputnyik–1 szovjet mesterséges hold volt 1957-ben. Műholdnak, mesterséges holdnak azokat az űreszközöket nevezzük, amelyek a Föld vagy (a csillagokat kivéve) más égitest körüli ellipszispályán tartózkodnak. A Nap körül keringő űreszközök a műbolygók. A körpálya az ellipszispálya speciális esetének tekinthető.
1. ↑  Az SR–71 repülőgép tervezésekor végzett tesztek szerint a sűrű légkörben a legkényesebb részeken alkalmazott titánborítással sem érhető el az 1,5 km/s sebesség sem. A magas hőmérsékleten már képlékennyé váló anyagok alkalmatlanok ekkora sebességű légáramban a repüléshez tervezett alak és a kívánt szilárdság megtartására.
2. ↑  Ez indokolta űrközpont létesítését Francia Guyana és Florida területén.

### Más égitesteken
Az első kozmikus sebesség elnevezést leginkább a Földre vonatkozóan szokás használni, de a fogalom kiterjeszthető bármilyen más égitestre is. A képletből látható volt, hogy a szükséges sebesség arányos az égitest tömegével. Ez az összefüggés tette lehetővé azt, hogy egy Föld körül keringő műhold pályájának pontos elemzésével a Föld tömegét viszonylag pontosan megállapítsuk, ugyanígy történt más bolygók, holdak esetében is. Az alábbi táblázat az álló tömegpontnak tekintett égitestek felszíni magasságában érvényes névleges körsebességeket sorolja fel. A gázóriások esetében felszínként a gázburok felszíneként elfogadott gömböt értjük. Emlékeztetőül: a Föld körüli érték 7,91 km/s. Részletes adatok találhatók a NASA honlapján
| Égitest         | M [kg]      | R [km]  | 1. kozmikus sebesség vK1 [km/s] | 2. kozmikus sebesség vK2 [km/s] | 3. kozmikus sebesség vK3 [km/s] |
| Nap             | 1,99 × 1030 | 696 000 | 437                             | 617,5                           | 617,5                           |
| Alfa Centauri A | 2,2 × 1030  | 846 000 | 415                             | 587                             |                                 |
| Merkúr          | 3,30 × 1023 | 2440    | 3,01                            | 4,25                            | 67,7                            |
| Vénusz          | 4,87 × 1024 | 6052    | 7,06                            | 10,36                           | 49,5                            |
| Föld            | 5,97 × 1024 | 6371    | 7,91                            | 11,186                          | 42,1                            |
| Mars            | 6,42 × 1023 | 3402    | 3,55                            | 5,03                            | 34,1                            |
| Jupiter         | 1,90 × 1027 | 71 492  | 42,11                           | 60,20                           | 18,5                            |
| Szaturnusz      | 5,69 × 1026 | 60 268  | 25,09                           | 36,09                           | 13,6                            |
| Uránusz         | 8,68 × 1025 | 25 559  | 15,04                           | 21,38                           | 9,6                             |
| Neptunusz       | 1,02 × 1026 | 24 764  | 16,66                           | 23,56                           | 7,7                             |
| Hold            | 7,35 × 1022 | 1738    | 1,66                            | 2,38                            | 2,42                            |
| Pluto           | 1,31 × 1022 | 1195    | 0,83                            | 1,23                            | 6,6                             |
| Ceres           | 9,43 × 1020 | 487     | 0,36                            | 0,51                            | 25,3                            |
| Pallas          | 2,11 × 1020 | 544     | 0,16                            | 0,28                            |                                 |

A táblázatból látszik, hogy még az Uránusz körüli szoros körpálya fenntartásához is jóval nagyobb sebességet kell elérni, mint amennyi a Földről a Holdig való eljutáshoz szükséges (kb. 11 km/s). A Ceres körüli pályához szükséges sebesség mindössze 0,36 km/s (1300 km/h, egy sugárhajtású vadászgép sebessége).
Ha a Napon érvényes körsebességet keressük, a Nap gázgömbjének sugaraként a számunkra látszó fotoszféra sugarát véve, eredményül 437 km/s-ot kapunk.

### Más naprendszerek csillagai
Mivel a bolygók a Nap körül többé-kevésbé szabályos körpályán keringenek, az első kozmikus sebesség kiszámítására használt képlet felhasználható a Nap körül keringő bolygók pályasebességének a közelítő kiszámolására is, sugárnak ekkor a bolygópálya átlagos sugarát véve. Így megtudhatjuk, hogy a Merkúr átlagsebessége egy körpályán körülbelül 48, a Földé 30, a legtávolabb levő Neptunuszé pedig 5,5 km/s lenne.
Ha ismerjük egy bolygó átlagos távolságát a saját központi csillagától, akkor kiszámíthatjuk a körpályája hosszát. Ha ismerjük azt az időt, amely alatt egy kört megtesz, kiszámítható a bolygó sebessége. Mivel a körsebesség képletében csak a sebesség, a pálya sugara és a központi égitest tömege szerepel (egy állandó szorzószámon, a G-n kívül), így a megfigyelt bolygó mozgási adataiból megkapható a központi csillag tömege. Sok fényév távolságban, más csillagok körül észlelt bolygók mozgásának megfigyelése alapján – a legnagyobb távcsöveink ennek a lehetőségnek éppen csak a határán vannak – a csillagászok így tudtak néhány csillag tömegére következtetni, amit más módszerrel nem is tudnánk megmérni.

## Szökési sebességek
Általánosságban szökési sebességnek nevezik azt a küszöbsebességet, amely ahhoz szükséges, hogy egy bizonyos égitestről indulva az űreszköz parabolapályára álljon. A parabola a tehetetlenségi pályák között egy határesetet képez, ez a legkisebb energiájú elszakadási pálya. A szökési sebességet megszerzett űreszköz elszakad a központi égitest vonzásából, és attól állandóan távolodik. Ezen a pályán haladva az űreszköz sebessége a továbbiakban folyamatosan csökkenni fog, de csak a végtelenben csökken nullára.
Helytelen az a megfogalmazás, hogy a szökési sebességet elért test „kilépett a központi égitest (a Föld) gravitációs teréből”. A gravitáció végtelen hatókörű, abból kilépni elvileg lehetetlen, bár nyilvánvaló módon egy bizonyos, az égitest tömegétől függő távolságban annak a gravitációja már adott esetben elhanyagolhatóvá válik. A helyes megfogalmazás az, hogy a test a sebességével ellensúlyozni tudja – legyőzi – a központi égitest gravitációs erejét, így képes attól elszakadni és végtelen távolságba eltávolodni.
A szökési sebességnél kisebb sebesség az elszakadási pályához nem elég, ekkor az űreszköz valamilyen ellipszispályát jár be; nagyobb sebességgel viszont valamilyen hiperbolapályára áll.
Az elszakadási sebességet az égitest tömegén kívül közvetlenül meghatározza az is, hogy az égitest tömegközéppontjától milyen távolságban haladó testre állapítjuk meg azt. Szökési sebességnek azt nevezik, amelyet az adott viszonyítási alappontból, például a Föld felszínéről indulva a testnek azon a ponton kellene felvennie a parabolapálya eléréséhez. Ez a sebességérték valójában az elszakadáshoz szükséges mozgási energia mennyiségét határozza meg. Ám mivel a sebesség felvétele sosem egy pillanatban történik, hanem egy útszakaszon, ezért, a korábban írtaknak megfelelően, a parabolapályára állás az égitesttől távolabb is megtörténhet, körpályáról vagy ellipszispályáról indulva, ott már a szökési sebességnél kisebb sebesség elérésével. Természetesen az űreszközt addig a távolságig is el kell juttatni, amihez jelentős meghajtóerő szükséges, és a befektetendő munka összességében soha nem lesz kisebb, mint amennyi a felszínről indulás esetében lenne, különben sérülne az energiamegmaradás törvénye.
A szökési sebesség mindig független a felgyorsított test tömegétől. Az ennek eléréséhez szükséges energia és tolóerő viszont pontosan a tömegétől függ, a dinamika alaptörvényének megfelelően.
Szökési sebességen, ha a szövegkörnyezet mást nem jelez, a második kozmikus sebességet szokás érteni.

### Második kozmikus sebesség
Ahhoz, hogy egy égitesttől elszakadjon, akkora mozgási energiával kell rendelkeznie a testnek, mely egyenlő vagy nagyobb – szökési sebességnél az egyenlőség esete áll fenn –, mint a gravitációs helyzeti energia. Emiatt egy égitest vK2 szökési sebességére felírható, hogy
{\displaystyle {\frac {1}{2}}mv_{\mathrm {K} 2}^{2}={\frac {GMm}{R}}}
ebből:
{\displaystyle v_{\mathrm {K} 2}={\sqrt {2GM \over R}}={\sqrt {2gR}}} = 11200 m/s
ahol G a gravitációs állandó, M az égitest tömege és R az égitest sugara, azaz az indulási pontnak az égitest tömegközéppontjától való távolsága.
Ha a szökési sebességet összevetjük a körsebességgel, ezt az összefüggést kapjuk:
{\displaystyle v_{\mathrm {K} 2}={\sqrt {2}}\cdot v_{\mathrm {K} 1}}
A második kozmikus sebesség az az elméleti küszöbsebesség, amelyet megszerezve egy űreszköz a legkisebb energiájú elszakadási pályára, egy parabolapályára tud állni, elszakadva a Föld vagy más égitest gravitációjától. A definíciók értelmezése a korábbi fejezetekben olvasható.
A Föld sugara 6378 km, tömege 5,97×1024 kg, így a Földön a második kozmikus sebesség 11,19 km/s (40 271 km/h).
Az első ember készítette tárgy, amely elérte a második kozmikus sebességet, a szovjet Luna–1 űrszonda volt, 1959-ben, amelynek a Holdba kellett volna csapódnia, de célt tévesztett, és végleg elhagyta a Föld körzetét. Mivel a sebessége kisebb volt a harmadik kozmikus sebességnél, azóta is a Nap körül kering, 450 napos periódusú ellipszispályán. A Nap körül keringő űreszközök neve műbolygó vagy mesterséges bolygó. A többi égitest körül a műholdak keringenek.
A második kozmikus sebességet felvett űreszköz vagy azonnal a Nap körüli ellipszispályára áll, mesterséges bolygóként, vagy megközelítve egy másik égitestet, leszáll rá vagy annak műholdjává válik. Egy harmadik eset az, ha az eszköz a Naprendszert is elhagyja, ehhez már a harmadik kozmikus sebességre van szükség.
A Földtől való elszakadáshoz távolabbról indulva kisebb kezdősebesség is elegendő. Például egy geostacionárius pályán keringő műhold esetében ez már csak 4,7 km/s, a Hold távolságában keringő műholdnál 1,44 km/s. Természetesen csak ezeknek a körpályáknak az eléréséhez is már igen nagy mennyiségű üzemanyagot kell felhasználni.
A második kozmikus sebességet eddig már számos bolygókutató és mélyűri szonda elérte. Ezzel szemben emberi személyzetet szállító eszközzel ez sokkal nehezebben elképzelhető, mivel a személyzet életben és munkaképes állapotban tartásához szükséges űrhajó tömege sokkal nagyobb. Ennek a felgyorsításához szükséges rakéta még nem áll a rendelkezésünkre. Ezenfelül a bolygókig tartó út számos évig eltartana, aminek az elviseléséhez szükséges feltételek még kutatás alatt állnak, beleértve a csökkentett életfunkciókban (közkeletű szóval: hibernálva) tartás lehetőségeit is. A NASA egy Mars-űrhajó megépítését tervezgeti, de a program megvalósítási idejét folyamatosan későbbre kell tolni, mert a nehézségek egy része még megoldatlan.
Ahogy a körsebességnél is olvasható, a szökési sebesség egy részét megadhatja a Föld forgásából adódó vagy a keringési körpályán birtokolt sebesség, attól függően, hogy az elszakadási pályára ezekhez képest az űrszonda milyen szögben indul. Ideális esetben a Földről induló szonda így kapott kezdősebessége 0,46 km/s, a geostacionárius pályán ez 4,6 km/s, a Hold távolságában pedig 1,0 km/s.
Látható tehát, hogy ha az űrszondát már sikerült a Hold távolságában körpályára juttatni, akkor a Földtől való elszakadáshoz már elég további kb. 0,4 km/s sebességet összegyűjteni. A helyzet bonyolódik, ha az – esetleg ott megépített – űrszonda a Hold felszínéről indul, mivel ekkor le kell győzni a Hold gravitációját is, viszont a szonda "ingyen" megkaphatja a Hold saját, legfeljebb kb. 1,0 km/s-os keringési sebességét. Egy űrszonda útvonalának megtervezésekor a mérnökök effajta kalkulációkat is végeznek, az égi mechanika törvényeire alapozva. Egy viszonylag csekély üzemanyag-megtakarítás is eldöntheti a megvalósíthatóság kérdését, vagy helyet adhat a rakétában további hasznos teher számára.
A szökési sebesség a Naprendszer más égitesteire is megállapítható. A Nap esetében a számunkra látható gömbfelszín, a fotoszféra sugarát, a gázbolygók esetében a gázburok felszíneként elfogadott gömb sugarát vettük alapul. Emlékeztetőül: a Földre vonatkozó érték 11,19 km/s.
| Égitest         | vK1 (km/s) | Szökési sebesség vK2 (km/s) | Szökési sebesség vK2 (km/h) |
| Merkúr          | 3,01       | 4,255                       | 15 320                      |
| Vénusz          | 7,06       | 9,99                        | 35 964                      |
| Föld            | 7,91       | 11,19                       | 40 270                      |
| Mars            | 3,55       | 5,026                       | 18 074                      |
| Jupiter         | 42,11      | 59,55                       | 214 389                     |
| Szaturnusz      | 25,09      | 35,48                       | 127 737                     |
| Uránusz         | 15,04      | 21,27                       | 76 572                      |
| Neptunusz       | 16,66      | 23,56                       | 84 816                      |
| Hold            | 1,66       | 2,35                        | 8460                        |
| Pluto           | 0,83       | 1,17                        | 4212                        |
| Ceres           | 0,36       | 0,51                        | 1854                        |
| Pallas          | 0,16       | 0,28                        | 819                         |
| Nap             | 436,67     | 617,54                      | 2 223 144                   |
| Alfa Centauri A | 414        | 587                         | 2 111 997                   |
| fekete lyuk     |            | több mint a fénysebesség    |                             |

Fekete lyuknak nevezzük azokat az égitesteket, melyeknek a tömege (és a sűrűsége is) olyan óriási, hogy a felszínükön a szökési sebesség nagyobb a fénysebességnél. Emiatt a fekete lyuktól még a fény sem tud nagy távolságra elszakadni, vagyis a távoli megfigyelő számára az ilyen égitestek teljesen láthatatlanok, csak a háttér képére és más égitestekre gyakorolt hatásuk alapján vehetők észre. A fekete lyuk esetében a képletnek nem is az M, hanem az ahhoz képest nagyon kicsi R tényezője az érdekes. De egy égitest csak akkor tudja a saját gravitációjával az anyagát ilyen kritikus mértékig kis gömbbé összehúzni, ha ehhez egyben gigantikusan nagy tömege is van.

### Harmadik kozmikus sebesség
A harmadik kozmikus sebesség az az elméleti küszöbsebesség, amellyel indulva egy űreszköz egy olyan parabolapályára tud állni, amelynek a fókuszpontjában a Nap áll. Ezen a pályán haladva az űrszonda elszakad a Nap gravitációjától, és végleg elhagyja a Naprendszert, eljut a csillagközi térbe.
Ahogy az előző esetekben, úgy a harmadik kozmikus sebességnél is lényeges része a sebesség meghatározásának az, hogy ezt az űr melyik pontjára vonatkoztatjuk. Beszélhetünk a harmadik kozmikus sebességről a Jupiter vagy a Merkúr Naptól mért távolságában is, de a leggyakrabban a Földről indított űreszköz kezdősebességeként említik. A kezdősebesség megadása azonban még ilyen esetben sem egységes az ezzel foglalkozó irodalomban.
Az általános értelmezés
Az általános érvényű értelmezés a szonda kiindulási pontját egy olyan képzeletbeli gömb felszínére helyezi, tetszés szerinti pontra, amelynek a sugara megegyezik a földpálya átlagos sugarával (1 csillagászati egység), és a Nap a gömb középpontjában van. Ennek az értelmezésnek az az előnye, hogy a harmadik kozmikus sebesség ekkor független az űreszköz indulási irányától, általános érvényű. Ebben a modellben csak a Nap gravitációjával kell számolnunk, felhasználva a szökési sebesség képletét:
{\displaystyle v_{\mathrm {K} 3}={\sqrt {2GM \over R}}}
ahol G a gravitációs állandó, M a Nap tömege és R a földpálya átlagos sugara, azaz az indulási pontnak a Nap tömegközéppontjától való távolsága. Behelyettesítve az M (1,9891×1030 kg) és R (149 597 870 km) értékeit, azt kapjuk, hogy
a Naptól a Föld távolságában levő ponton mérve a harmadik kozmikus sebesség 42,3 km/s (152 280 km/h).
Ezzel a sebességgel a Föld–Hold távolság két és fél óra alatt megtehető lenne. Összehasonlításul: a Föld átlagsebessége a Nap körüli pályáján 29,8 km/s.
Egy speciális értelmezés
Egy másik értelmezés szerint a pálya kiindulási pontja a Föld felszínén van, ebből következően a mélyűri szonda már rendelkezik a Föld pályasebességével, és csak a hiányzó sebességtöbbletet (16,2 km/s) kell a hajtóművekkel megszerezni. Ez esetben viszont a Földtől való elszakadás, a második kozmikus sebesség (11,19 km/s) elérése is munkát igényel. Mivel már úgyis egy speciális helyzetről beszélünk, a számításainkba bevettük az Egyenlítőről való felbocsátással a Föld forgásából megszerezhető kezdősebességet is, amely 0,46 cos 23,5° km/s = 0,425 km/s ahol a 23,5° a Föld forgástengelyének dőlésszöge.
Pontatlan alsó becslés
Indításkor akkora mozgási energiát kell kölcsönözni a szondának, mely a két utóbbi sebességgel számolható mozgási energia összege:
{\displaystyle {\frac {m\cdot {{v_{\mathrm {K} 3}}^{*}}^{2}}{2}}={\frac {m\cdot {v_{\mathrm {K} 2N}}^{2}}{2}}+{\frac {m\cdot {v_{\mathrm {K} 1F}}^{2}}{2}}\,\!}
ebből:
{\displaystyle {v_{\mathrm {K} 3}}^{*}={\sqrt {{v_{\mathrm {K} 2N}}^{2}+{v_{\mathrm {K} 1F}}^{2}}}}
ebből:
{\displaystyle {v_{\mathrm {K} 3}}={\sqrt {{v_{\mathrm {K} 2N}}^{2}+{v_{\mathrm {K} 1F}}^{2}}}-v_{\mathrm {pF} }-v_{\mathrm {fF} }}
ahol
vK3* a harmadik kozmikus sebesség, a Földről indulva, de a Naphoz képest
vK3 a harmadik kozmikus sebesség, a Földről indulva, a Föld felszínéhez képest
vK2N = 42,13 – a szökési sebesség a Naptól a Földpálya sugara távolságból,
vpF = 29,78 – a Föld átlagos sebessége a Nap körüli pályáján,
vK1F = 11,19 – a szökési sebesség a Földtől,
vfF = 0,425 – a Föld forgási sebessége az Egyenlítőnél: csak a pályairányú összetevő.
A számítás eredményeként vK3 = 13,4 km/s. Azt az esetet modelleztük, amikor a Föld ugyanott van mint a Nap, és az indítás helyén a szökési sebesség a Földtől vK1F = 11,19 km/s, mint valójában a Földfelszínen. A modellezett eset igen messze van tehát a valóságtól. A Föld vpF = 29,78 km/s sebességgel utána megy az űrhajónak, így közelebb lesz hozzá, így kezdetben nagyobb a gravitációs ereje. A hatás-ellenhatás törvénye alapján a Földre is ugyanekkora erő hat: az űrhajó gravitációja is hat a Földre, így az űrhajó felé gyorsul: ez a gravitációs vontatás. Az űrhajó mozgási energiájának egy része a Föld energiáját növeli. A Földtől például 1 millió km-re a Föld gravitációja már alig érezhető, hiszen ez több mint a Föld sugarának 156-szorosa. Ekkor már annyi mozgási energiája fogyott el ami vK1F = 11,19 km/s sebességhez elég. Kezdetben a Föld középpontjához képest 13,8 km/s volt a sebessége, addigra csak 8 km/s marad belőle. Ez a pályamenti vpF = 29,78 km/s-cel együtt is csak 38 km/s. A Nap-Föld sugárnak legfeljebb 1/147-ét tettük meg, így nem vagyunk sokkal távolabb a Naptól mint induláskor voltunk, így a Naptól való szökési sebesség is nagyjából ugyanakkora: vK2N = 42,13 km/s > 38 km/s ami van, így nem tudjuk véglegesen elhagyni a Naprendszert.
Nagy pontosságú felső becslés
Az előzőek ismeretében adjuk egy olyan sebességet ami biztosan elég. Ne a Naphoz, hanem a Földhöz számoljuk a sebességeket: mindössze annyi a különbség, hogy vpF = 29,78 km/s-et nem a legvégén, hanem a legelején vonjuk ki:
vK3** a harmadik kozmikus sebesség, a Földről indulva, a Föld középpontjához képest
{\displaystyle {\frac {m\cdot {{v_{\mathrm {K} 3}}^{**}}^{2}}{2}}={\frac {m\cdot {(v_{\mathrm {K} 2N}-v_{\mathrm {pF} })}^{2}}{2}}+{\frac {m\cdot {v_{\mathrm {K} 1F}}^{2}}{2}}\,\!}
ebből:
{\displaystyle {v_{\mathrm {K} 3}}^{**}={\sqrt {{(v_{\mathrm {K} 2N}-v_{\mathrm {pF} })}^{2}+{v_{\mathrm {K} 1F}}^{2}}}}
ebből:
{\displaystyle {v_{\mathrm {K} 3}}={\sqrt {{(v_{\mathrm {K} 2N}-v_{\mathrm {pF} })}^{2}+{v_{\mathrm {K} 1F}}^{2}}}-v_{\mathrm {fF} }}
vK3 = 16,2 km/s. Kezdetben a Föld is ugyanarra megy mint az űrhajó, de mivel a Föld a Nap körül kering, oldalra letér a pályáról, sőt, fél év múlva már visszafele megy. Az űrhajó eközben tovább megy, így a távolsága nagyobb lesz a Földtől ahhoz képest mintha a Föld nem a Nap körül keringene, így a gravitáció is gyengébb lesz. Mivel a Föld oldalra is kitér a Nap körül keringés átlója távolságra, emiatt is messzebb kerül az űrhajótól, így gyengébb lesz a gravitációja. Felső becslést kaptunk tehát. Hogy a képlet csak becslés nem csoda, hiszen a Föld nem inerciarendszer. Az alsó becslésnél levő 1 millió km-es távolságnál viszont pont vK2N = 42,13 km/s sebessége marad a Naphoz képest, amennyi kell. Ha azt számítottuk volna ki, hogy mennyi legyen az indulási sebesség, hogy pont ennyi maradjon, akkor pontosan ezt a képletet kaptuk volna, ami Földhöz viszonyított vonatkoztatási rendszerben írja le. Mivel a Földtől 1 millió km-re gyakorlatilag már nem számít a Föld gravitációja, a Napé meg nem változik jelentősen, így a becslésünk nagyon pontos.
Ha más irányba kell menni
A fenti számítás során egy ideális esetet feltételeztünk, amikor az indítás a Föld pillanatnyi haladásának irányába, a keringési pálya érintője mentén történik, mellesleg pedig az Egyenlítőről, a Nappal ellentétes oldalon. Így maximálisan kihasználtuk a Föld mozgásaiból nyerhető energiát. Ám mi történik, ha az úticél nem ilyen irányban van? Ha a cél a Föld keringési síkjába esik, akkor az indítással az év során megvárható az a pillanat, amikor a Föld pillanatnyi mozgása pontosan abba az irányba mutat, amerre a szondát a parabolikus pályagörbére ráállítani szükséges. De a tér összes többi irányába indulva a kiszámított kezdősebességnél már többre van szükség, az ekliptika síkjára merőleges irányok esetében a Föld mozgásának előnye már egyáltalán nem is használható ki. Ahogy a földi első és második kozmikus sebességek megadásakor sem vettük bele a számításokba a Föld mozgásaiból eredő nyereséget, úgy azt ez esetben sem indokolt megtennünk.
A mélyűri szonda irányba állításához fel lehet használni, és fel is használják a már említett hintamanővereket, amikor is a szonda pályája egy bolygó gravitációjának hatására elfordul valamerre. Ám ekkor a szonda sebessége is megváltozik, vagyis ha csak így nyeri el a végleges sebességét, akkor a Földről való indítás sebessége kisebb is lehet a harmadik kozmikus sebességnél. Ez esetben viszont a pályaeltérítéssel együtt értelmét veszti a felbocsátás sebességének küszöbértéke.
Ily módon a második eredményül kapott vK3* sebességet inkább a harmadik kozmikus sebesség közvetlen felvételéhez szükséges legkisebb indítási sebességnek nevezhetjük, amelynek a gyakorlatban alig lehet jelentősége, lévén hogy ez a kalkuláció csak egy egészen speciális esetre igaz.
Adalékok
Az első ember készítette tárgy, amely útja során elérte a Naptól való elszakadáshoz szükséges sebességet, az amerikai Pioneer–10 űrszonda, amely 1972-ben indult útnak, és jelenleg a Naptól 100 csillagászati egység távolságra jár, a sebessége 12 km/s (a Naphoz viszonyítva). Az ellenkező irányba halad kifelé, de távolság tekintetében már legyőzte őt a szintén amerikai Voyager–1 űrszonda (1977-ben indult), amely a Naptól legtávolabb levő emberi eszköz, a távolsága 117 CsE, sebessége 17 km/s.
Viszonyításként: a Naprendszerünkhöz legközelebbi csillag, az Alfa Centauri távolsága kb. 273 ezer CsE (de a Voyager–1 teljesen más irányba halad). A csillagok óriási távolsága esélytelenné, bizonyos megfontolások szerint haszontalanná is teszi, hogy a jelenleg elképzelhető fizikai eszközeinkkel űrhajót, de még csak személyzet nélküli csillagközi szondát is elindítsunk a csillagok felé.
A Naptól való elszakadási pályára lépett további űreszközök a Pioneer–11 (1973), a Voyager–2 (1977) és a New Horizons (2006).
Ezek az eszközök soha nem érték el a Föld távolságában érvényes harmadik kozmikus sebességet, hanem több lépésben, a Naptól távolabb szerezték meg egy elszakadási (hiperbola)pályára való álláshoz, a Naprendszer elhagyásához szükséges sebességüket. A Voyager–1 például a Szaturnusz mellett végrehajtott hintamanőver során jutott el idáig, sikeresen átlépve az abban a távolságban érvényes küszöbértéket.
Az üstökösök nagy része rendkívül elnyújtott ellipszispályán kering a Nap körül. Mivel a pályájuk ellipszis, ebből következően tudhatjuk, hogy a sebességük a Naptól 1 csillagászati egység távolságban nem éri el a harmadik kozmikus sebességet, mert akkor végleg elhagynák a Naprendszert. A Naphoz közeledve gyorsulnak, akár túl is léphetik ezt az értéket, az elszakadáshoz viszont ott ez már nem elég.

### Negyedik kozmikus sebesség
A negyedik kozmikus sebesség az az elméleti küszöbsebesség, amelyet elérve egy űreszköz képes elszakadni a Tejútrendszertől, és végleg kilépni az intergalaktikus térbe, eljutni más galaxisokig.
Ennek a küszöbsebességnek a definiálása csupán formalitás. Azért sem számszerűsíthető érdemleges pontossággal ez a küszöbsebesség, mert a Tejútrendszer össztömegére csak durva becslés állhat a rendelkezésünkre, és az anyagának eloszlása is nagyon egyenetlen. Ha galaxisunkat egy nagyjából 100 000 fényév átmérőjű gömbnek vesszük, amelynek egy fősíkja mentén terül el a képekről jól ismert spirálszerkezet, az anyag túlnyomó része, részben bennünket körülvéve, ekörül pedig a gömbhalmazok és a halo, akkor ennek az óriási gömbnek a hozzánk legközelebbi pontja megközelítőleg 15 ezer fényévre lehet tőlünk, valahol az Ikrek csillagkép irányában.